# باول إدواردز (لاعب كرة قدم مواليد 1963)
باول إدواردز (بالإنجليزية: Paul Edwards)‏ هو لاعب كرة قدم بريطاني في مركز الدفاع، ولد في 25 ديسمبر 1963 في بيركنهيد ‏ في المملكة المتحدة. لعب مع كوفنتري سيتي ونادي ألترينتشام ونادي بوري ونادي كرو ألكساندرا ونادي هدنسفورد تاون ووست بروميتش ألبيون ووولفرهامبتون واندررز.

## وصلات خارجية
- باول إدواردز (لاعب كرة قدم مواليد 1963) على موقع قاعدة بيانات كرة القدم.إي يو (الإنجليزية)
- باول إدواردز (لاعب كرة قدم مواليد 1963) على موقع Soccerbase.com (لاعب) (الإنجليزية)